# Konkave Linsenmuschel
Die Konkave Linsenmuschel (Montacuta substriata) ist eine Muschel-Art aus der Familie der Linsenmuscheln (Montacutidae). Die Art lebt hauptsächlich kommensal mit dem Seeigel Spatangus purpureus entweder mit Byssus angeheftet an den Analstacheln oder frei im Sediment in der Nähe der Analöffnung des Seeigels.

## Merkmale
Die gleichklappigen Gehäuse werden bis drei Millimeter lang. Sie sind im Umriss schief-eiförmig und nach vorne etwas verlängert. Die Gehäuse sind leicht ungleichseitig, der Wirbel sitzt etwas hinter der Mittellinie. Vorder- und Hinterrand sind gut gerundet. Der innere Gehäuserand ist glatt. Das intern liegende Ligament sitzt auf einem flachen Resilifer (Ligamentträger) unter und hinter den Wirbeln. In der rechten Klappe besteht das Schloss aus einem länglichen, schrägstehenden Kardinalzahn, der nach vorne gerichtet ist und mit dem vorderen Dorsalrand einen spitzen Winkel bildet. Die Schlossplatte wird zum Vorderrand hin zunächst breiter. Hier bildet sich neben dem etwas überhängenden vorderen Dorsalrand eine Längsgrube, in die der Lateralzahn der linken Klappe „passt“. In der linken Klappe sitzt ein vorderer länglicher Lateralzahn. Die Mantellinie ist nicht eingebuchtet. Die Muskeleindrücke sind undeutlich. Der vordere Schließmuskel ist geringfügig größer als der hintere Schließmuskel.
Die weiße Schale ist dünn und durchscheinend. Die Ornamentierung besteht aus feinen randparallelen Anwachsstreifen, etwas gröberen Anwachsunterbrechungen und ein paar wenige schwache radiale Linien. Das Periostracum ist dünn und durchsichtig.

### Ähnliche Art
Der Gehäuseumriss ist stärker eiförmig als z. B. derjenige der Längliche Linsenmuschel (Tellimya ferruginosa).

## Geographische Verbreitung und Lebensraum
Das Verbreitungsgebiet der Art reicht von Island und Nordnorwegen bis ins Mittelmeer. Die Tiefenverbreitung ist von etwa 200 m Wassertiefe bis etwa 500 m Wassertiefe.
Die Tiere leben mit Byssus angeheftet an den Analstacheln oder frei im Sediment in der Nähe der Analöffnungen der Seeigel Spatangus purpureus, Echinocardium flavescens und Echinocardium cordatum. Diese Seeigel bevorzugen eher gröberes Sediment. Meist leben mehrere Tiere, oft sogar über zehn Tiere in Gesellschaft eines Seeigels.

## Entwicklung
Die Tiere sind nahezu simultane Hermaphroditen. In einem Individuum sind männliche und weibliche Geschlechtsorgane zur selben Zeit vorhanden. Allerdings werden zuerst Eier produziert, sind diese abgelegt, werden nur noch Spermien produziert. Die Befruchtung der Eier erfolgt in der Mantelhöhle der „Weibchen“. Die Eier entwickeln sich weiter in der Mantelhöhle und werden im Sommer als planktotrophe Veliger-Larven ins freie Wasser entlassen. Die Veliger-Larven halten sich mehrere Monate im Plankton auf, bevor sie zum Bodenleben und zur Metamorphose übergehen.

## Taxonomie
Das Taxon wurde 1808 von Montagu als Ligula substriata aufgestellt. Es ist die Typusart der Gattung Montacuta Turton, 1822.

## Belege

### Online
- Marine Bivalve Shells of the British Isles: Montacuta substriata (Montagu, 1808) (Website des National Museum Wales, Department of Natural Sciences, Cardiff)